# Liste der Monuments historiques in Trouhaut
Die Liste der Monuments historiques in Trouhaut führt die Monuments historiques in der französischen Gemeinde Trouhaut auf.

## Liste der Immobilien
| Bezeichnung        | Beschreibung | Standort                      | Kennzeichnung | Schutzstatus | Datum | Bild           |
| ------------------ | --- | ----------------------------- | ------------- | ------------ | ----- | -------------- |
| Ehemaliges Priorat | im 12. Jahrhundert gegründet, nach der Französischen Revolution als Nationalgut versteigert; Wohngebäude, 15. Jahrhundert, Taubenturm | Trouhaut, 1 Grande Rue (Lage) | PA21000018    | Inscrit      | 1999  | weitere Bilder |

## Liste der Objekte
| Bezeichnung                   | Beschreibung                                                  | Standort                                    | Kennzeichnung | Schutzstatus | Datum | Bild |
| ----------------------------- | ------------------------------------------------------------- | ------------------------------------------- | ------------- | ------------ | ----- | ---- |
| Skulptur Heiliger Eligius     | Kalkstein, farbig gefasst, Ende des 15. Jahrhunderts          | Fromenteau, in der Kapelle St-Eloi (Lage)   | PM21002984    | Classé       | 1995  |      |
| Skulptur Madonna mit Kind (1) | Kalkstein, farbig gefasst, zweite Hälfte des 15. Jahrhunderts | Trouhaut, in der Kirche St-Philibert (Lage) | PM21002400    | Classé       | 1976  |      |
| Skulptur Madonna mit Kind (2) | Kalkstein, farbig gefasst, Ende des 15. Jahrhunderts          | Fromenteau, in der Kapelle St-Eloi (Lage)   | PM21002401    | Classé       | 1988  |      |